# ブラッド・スウェット・アンド・ティアーズ
ブラッド・スウェット・アンド・ティアーズ（Blood, Sweat & Tears、BS&T）は、アメリカで1960年代後半から1970年代にかけて活躍したロック・バンドである。バンド名は、ジョニー・キャッシュの曲名をそのまま拝借したもの。

## 来歴
1967年初頭、アル・クーパー（ボーカル、キーボード）は窮屈になったブルース・プロジェクトを辞し、計画をボビー・コロンビーに相談しメンバー募集をほぼ一任し、追ってブルース・プロジェクトを抜けたスティーブ・カッツを加えクーパーの名でいくつかの音楽番組とコンサートで終了する予定だったが、経費増大でコンサートの渡航費用には届かなかった。そこでカッツはこのセッションバンドから新バンドを結成し、クーパーの持つ構想実現を進めることを助言する。
同年コロムビア・レコードとの契約を得てアレンジでは高名でのちのブラス・ロックの大立者となったジェイムズ・ウィリアム・ガルシオにプロデュースをオファーしたが断られたため、ジョン・サイモンをプロデューサーに迎える。
1968年2月21日、クーパーの見聞と体験からストリングスやホーン・セクションなどアレンジの多様化を図り、一部でカッツがリード・ボーカルをとるファースト・アルバム『子供は人類の父である (Child Is Father to the Man)』を発表。冗長なサイケデリック・ロックの追随はとらずビッグバンドや欧州のポップスなどを範としボサノヴァなどを取り入れフォーク・アーティストの楽曲を含む作品は、発表当時より後世の評価が高いものとなった。
契約期間満了などによりランディ・ブレッカー（トランペット）、ジェリー・ワイス（トランペット）が脱退する。主要人物アル・クーパーの排除以降、アルの後任としてローラ・ニーロを勧誘したがこれは実現せず、デヴィッド・クレイトン・トーマス等が加入。バンドの初心は失われたが、以後ロックとジャズを融合させ、リズム・セクションに重厚なホーンを加えたサウンドを強調し人気を博した。オリジナル・メンバーのドラムス担当だったボビー・コロンビーのその類いまれなるドラミング・センスにより、バンドはミュージシャンたちからも注目され支持されるようになる。そんなドラミングのレコーディングは、その当時から名スタジオ・ミュージシャンだった、バーナード・パーディによる演奏だったとパーディ自身が広言していたが、数々のライブでコロンビー本人のプレイであることが明らかとなっている。全員が大卒というインテリバンドだったが、特にコロンビーはニューヨーク市立大学シティカレッジ卒のMBA取得者でもあり、後にコロムビア・レコードの副社長にまでなった。
1969年、セカンド・アルバム『血と汗と涙』はグラミー賞の最優秀アルバムを受賞し、ブラス・ロックの中心的バンドとなった。しかしながら、バンド・メンバーの中で唯一大卒ではないクレイトン・トーマスの、ワンマンバンド的なふるまいにプレイヤーの多くが反発。彼の力強い個性的なボーカルがバンドの名物であったものの、多くのメンバーがトーマスのボーカル時代にバンドを去った。ロックがビッグビジネス化する前の時代ゆえ、脱退したメンバーの多くは音楽ではなく実業界に転出してしまった。
1971年、初来日し、日本武道館でコンサートを行なっている。
メンバーはオリジナルから大幅に代わっており、新曲の発表もないものの、ボーカルのデヴィッド・クレイトン・トーマスを中心としたメンバーで2004年まで活動。クレイトン・トーマス脱退後もバンドは引き継がれ、アメリカや世界各地でライブ活動などを行っている。

## ディスコグラフィ

### スタジオ・アルバム
- 『子供は人類の父である』 - Child Is Father to the Man (1968年、Columbia)
- 『血と汗と涙』 - Blood, Sweat & Tears (1968年、Columbia)
- 『ブラッド・スウェット&ティアーズ3』 - Blood, Sweat & Tears 3 (1970年、Columbia)
- 『B, S&T:4』 - B, S & T 4 (1971年、Columbia)
- 『ニュー・ブラッド』 - New Blood (1972年、Columbia)
- 『ノー・スエット』 - No Sweat (1973年、Columbia)
- 『ミラー・イメージ』 - Mirror Image (1974年、Columbia)
- 『ニュー・シティー』 - New City (1975年、Columbia)
- More Than Ever (1976年、Columbia)
- 『ブランド・ニュー・デイ』 - Brand New Day (1977年、ABC)
- 『ニュークリア・ブルース』 - Nuclear Blues (1980年、MCA LAX Records)

### ライブ・アルバム
- 『イン・コンサート』 - In Concert (1976年、Columbia) ※1975年録音
- Live (1994年CD発売、Avenue Records) ※1980年10月12日、ロサンゼルス・The Street Scene録音